# Magdalena Rajska-Armata
Magdalena Rajska-Armata (ur. w Katowicach) – polska malarka abstrakcyjna, portrecistka, artystka stosująca różne techniki malarskie.

## Dziedziny sztuki
Magdalena Rajska-Armata uprawia malarstwo sztalugowe, rysunek i projektowanie graficzne oraz maluje i rysuje portrety i abstrakcyjne obrazy używając takich techniki, jak: akwarela, olej na płótnie, pastel. Najczęstszym tematem jej prac jest akt kobiecy.

## Wykształcenie
Artystka z wykształcenia jest grafikiem, a w 1979 roku zdobyła dyplom na filii katowickiej Akademii Sztuk Pięknych w Krakowie z grafiki artystycznej w pracowni profesora, Andrzeja Pietscha oraz z plakatu w pracowni profesora, Tadeusza Grabowskiego.

## Twórczość
Magdalena Rajska-Armata jest artystką, która stworzyła liczne portrety wybitnych postaci związanych z Katowicami. Dodatkowo artystka namalowała portrety niemieckich założycieli miasta, takich jak: A. Schneider, F. Grundmann, F. Winckler oraz R. Holtze. Ponadto jej dorobek obejmuje także portrety osób związanych z historią i kulturą regionu, takich jak: Feliks Bocheński – Pierwszy Sędzia Sądu Apelacyjnego w Katowicach, czy Kazimierz Zenkteller – powstaniec wielkopolski i śląski. W skład portretów artystki wchodzi również portret Wojciecha Kilara czy Barbary Ptak. Malarka jest również autorką ponad 100 portretów osób prywatnych.
Jej prace znajdują się w prywatnych kolekcjach, w Polsce i zagranicą, w Muzeum Historii Katowic, Muzeum w Raciborzu oraz w Pszczyńskim Centrum Kultury.